# 若瑟·赫忍斯基
若瑟·赫忍斯基（法語：Joseph Wresinski，1917年2月12日—1988年），出生於法國昂热，父母均是移民，父親是波蘭人，母親是西班牙人，自小成長於赤貧的家庭。1946年成為神父。1956年前往諾瓦集的貧民窟，一年後，他和當地貧民家庭一同創立「協助一切沮喪絕望者運動」，為第四世界運動前身。
1987年發表《極端的貧窮與社會經濟的不穩定》 (Chronic Poverty and Lack of Basic Security)。同年10月17日，推動國際消除貧困日。

## 中文出版書籍

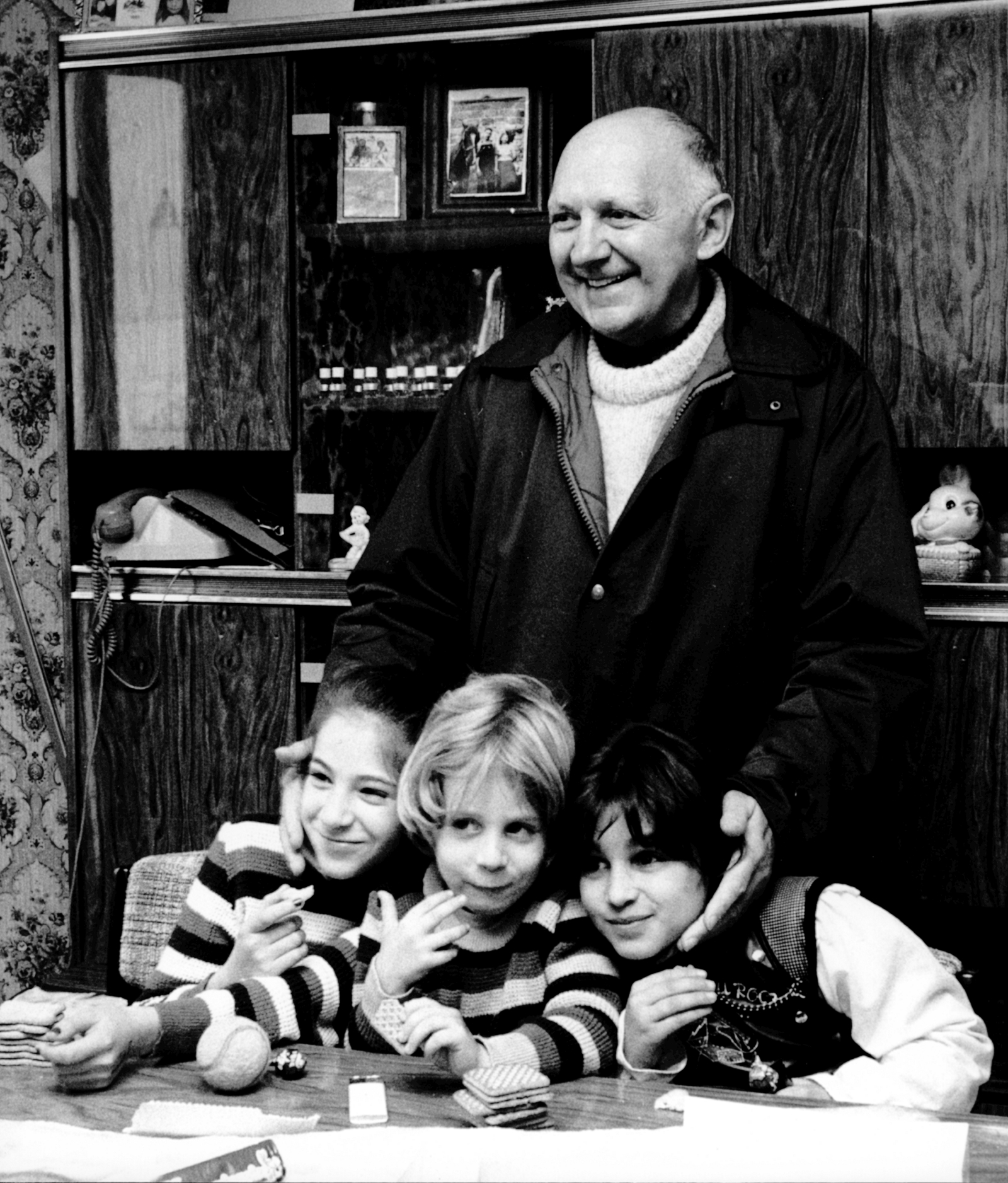
若瑟·赫忍斯基

- 《親吻窮人：若瑟神父與第四世界運動》(The Poor are the Church：A Conversation with Fr. Joseph Wresinski, Founder of the Fourth World Movement)，2013年，繁體中文版由心靈工坊出版，ISBN 978-986-611-289-8